# Mentzelia strictissima
Mentzelia strictissima är en brännreveväxtart som först beskrevs av Elmer Ottis Wooton och Standl., och fick sitt nu gällande namn av J.Darlington. Mentzelia strictissima ingår i släktet Mentzelia och familjen brännreveväxter. Inga underarter finns listade i Catalogue of Life.